# Йонатан Штейнберг
Йонатан Штайнберг (івр. יהונתן שטיינברג; 25 жовтня, 1980 — 7 жовтня 2023) — офіцер Армії оборони Ізраїлю (ЦАХАЛ) у званні підполковника, командир 933-ї бригади «Нахаль». Раніше був командиром Центру тактичної підготовки ЦАХАЛу, командиром бригади Біньямін, помічником командира бригади (з операцій) «Сталевого формування» та командиром батальйону 931. Загинув унаслідок раптового нападу на Ізраїль у жовтні 2023 року.

## Біографія
Він вступив до Армії оборони Ізраїлю (ЦАХАЛ) у серпні 2000 року і був призначений до батальйону 931 бригади Нахаль. Після завершення базової підготовки служив у батальйоні бойовим солдатом. Пройшов курс Корпусу бойової розвідки ЦАХАЛу та Школу кандидатів в офіцери ЦАХАЛу. Після закінчення курсів повернувся в батальйон 931, де був призначений командиром взводу і брав участь у бойових діях проти палестинських бойовиків під час Другої інтифади.
Пізніше служив командиром роти в батальйоні 931. У 2011—2012 роках був заступником командира 931 батальйону. Після цього у 2012—2013 роках служив помічником командира бригади (з операцій) бригади Нахаль. Згодом його призначили військовим секретарем начальника штабу, на цій посаді він служив з 2013 по 2015 рік. У 2019 році був призначений командиром бригади «Беньямін» ЦАХАЛу. У 2022 році був призначений головним керівником тактичних операцій і обіймав цю посаду до 2023 року. У травні був призначений командиром 933-ї бригади.
Штайнберг був убитий під час протистояння з палестинськими бойовиками в ході палестино-ізраїльського конфлікту у жовтні 2023 року.

## Особисте життя
Штайнберг навчався в середній школі Хорева та єшиві Маале Еліяху в Тель-Авіві. Він жив у кібуці Шомрія з дружиною та шістьма дітьми.